# Чунцінський експрес
«Чунцінський експрес» (англ. Chungking Express) — кінофільм гонконгського режисера Вонга Карвая, знятий 1994 року.

## Сюжет
Цілодобова закусочна в торговельному кварталі Гонконгу, біля якої розгортаються і перетинаються долі одразу декількох героїв: поліцейського та офіціантки, кумедного хлопця та багатьох інших.

## У ролях
- Бріджітт Лін — жінка в перуці блондинки
- Тоні Люн — поліцейський номер 663
- Ван Фей — Фей
- Такесі Канесіро — Хе Чжіву, поліцейський номер 223
- Валері Чоу — стюардеса
- Чжінцюань Чен — господар закусочної

## Нагороди та номінації
- 1994 — Премія «Золотий кінь» найкращому акторові (Тоні Люн)
- 1995 — 4 премії Hong Kong Film Awards: найкращий фільм, найкращий режисер (Вонг Карвай), найкращий актор (Тоні Люн), найкращий монтаж
- 1994 — 2 приз Стокгольмського кінофестивалю: найкраща актриса (Фей Вонг), приз ФІПРЕССІ (Вонг Карвай)
- 1994 — номінація на приз «Золотий леопард» кінофестивалю в Локарно
- 1997 — номінація на премію «Незалежний дух» за найкращий зарубіжний фільм (Вонг Карвай)